# 杉野芳子

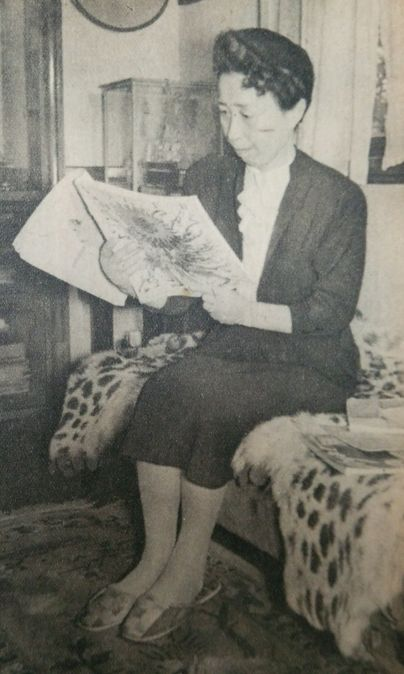
1948年の杉野芳子

杉野 芳子(すぎの よしこ、1892年3月2日 - 1978年7月24日)は、20世紀の大正時代から昭和時代にかけて活動した日本のファッションデザイナーで、学校経営者。「ドレメ式洋裁」の創案者で、杉野女子大学学長、杉野学園ドレスメーカー学院創立者。
1926年（大正15年）、ドレスメーカー女学院(現在のドレスメーカー学院)を設立。洋服に仕立て服(オーダーメイド)しかなかった時代に、標準的な型紙を使った、セミオーダーメイドや既製服(レディメイド)といった効率的な製作方法を教育。安価で良質な洋服の普及を目指した。
戦後はいくどとなく渡仏。オートクチュールの世界で巨匠とまでいわれていた、ジャック・ファット、クリスチャン・ディオール、ピエール・バルマンなどと親交があった。
自身でデザインを行うファッションデザイナーでもあった。国内で定期的にファッションショーを開催し、作品を披露した。

## 略歴
千葉県匝瑳郡南条村字柴崎（現・横芝光町）の地主の家に生まれた。旧姓は岩澤。千葉高女を卒業後、鉄道省史上初の女性職員となり、その後、小学校の教員を経て、1913年に渡米。
留学中の1916年に建築家の杉野繁一(スタンフォード大学出身)と結婚。(繁一は、校舎や体育館、衣装博物館、杉野記念館[杉野夫妻の自宅]も設計した)
- 1920年(大正9年)　帰国。赤坂新町に住む[5]。
- 1926年(大正15年)　杉野芳子ドレスメーカースクールを設立。生徒3人だった。同年ドレスメーカー女学院と改称[5]。
- 1927年 - 1930年　速成科、研究科、師範科ならびに洋服本科(1年限)を開設。
- 1932年(昭和7年)　杉野学園を設立。夫の杉野繁一が理事長となる。
- 1939年(昭和14年)　デザイナー養成科を開設。
- 1943年(昭和18年)　ドレスメーカー女学院の名前を杉野女学院に改名。(「もう敵性語を名乗ることを潔しとせず」)
- 1945年(昭和20年)　終戦。校舎は戦災により焼失。
- 1946年(昭和21年)　生徒より懇請され、本科・研究科・師範科の授業を再開。
- 1950年(昭和25年)　杉野学園女子短期大学被服科を開設。
- 1951年(昭和26年)　財団法人より学校法人に改組。
- 1954年(昭和29年)　文部省に私費で職員を出向させ、各種学校の地位確立に尽力した。
- 1957年(昭和32年)　杉野学園衣裳博物館を開設。フランス政府から教育功労章シュバリエを受章。
- 1961年(昭和36年)　ドレスメーカー女学院にドレスメーカー養成科(2年限)を開設、男女共学。
- 1964年(昭和39年)　杉野学園女子大学 家政学部 被服学科を開設。
- 1966年(昭和41年)　大学を杉野女子大学に、短期大学を杉野女子大学短期大学部に改称。
- 1968年(昭和43年)　ドレスメーカー女学院に職業科(3年限)を開設。
- 1971年(昭和46年)　杉野幼稚園を開設。
- 1976年(昭和51年)　学校教育法による専修学校が規定され、ドレスメーカー女学院の服飾専門課程が認可。
- 1978年(昭和53年)　永眠。墓所は多磨霊園(22-1-79-1)

## ドレスメーカー学院出身者
- 浅井淑子 (教育者) - 杉野芳子から「ドレスメーカー」という名を使用する事を許され専門学校北海道ドレスメーカー学院を設立。
- 浅井洋子 - 母同様ドレスメーカー学院を卒業し、北海道ドレスメーカー学院を母から継承。